# Sobiepanka
Sobiepanka – górny odcinek rzeki Krutyni. Wypływa z jeziora Lampasz. Ma 1,5 km długości, maksymalna głębokość to 30 cm. Uchodzi do jeziora Kujno.